# Maga de Caracena
Maga foi um príncipe arsácida que tornar-se-ia xá (rei) de Caracena, um reino localizado na cabeceira do golfo Pérsico. Estima-se que reinou de 195 a 210. É conhecido apenas pelas numerosas moedas que cunhou. Sua cunhagem é de estilo parta e seu nome é escrito em aramaico como mʼg – que é interpretado como Maga. Nessas moedas, se descreve como filho do rei Atambelo que, de outra forma, não é registrado na história.